# 朱利奥·高迪尼
朱利奥·高迪尼（義大利語：Giulio Gaudini，1904年9月28日—1948年1月6日），意大利男子击剑运动员。他参加了1924年、1928年、1932年和1936年夏季奥运会击剑比赛，共获得3枚金牌、4枚银牌和2枚铜牌。
1948年，高迪尼死于癌症，享年43岁。